# Rasulabad (Unnao)
Rasulabad es un pueblo y nagar Panchayat situado en el distrito de Unnao en el estado de Uttar Pradesh (India). Su población es de 7928 habitantes (2011). 

## Demografía
Según el censo de 2011 la población de Rasulabad era de 7928 habitantes, de los cuales 4148 eran hombres y 3780 eran mujeres. Rasulabad tiene una tasa media de alfabetización del 66,64%, inferior a la media estatal del 67,68%: la alfabetización masculina es del 74,13%, y la alfabetización femenina del 58,35%.